# Pablo Ledesma
Pablo Martín Ledesma (ur. 4 lutego 1984 w La Faldzie) – argentyński piłkarz występujący na pozycji prawego pomocnika. Obecnie gra w Catanii.

## Kariera klubowa
Pablo Ledesma jako junior grał w River Plate, jednak zawodową karierę rozpoczął w 2001 w Talleres Córdoba. W jego barwach rozegrał dwa pojedynki w drugiej lidze, po czym został zawodnikiem Boca Juniors. W nowym klubie zadebiutował 12 lipca 2003, kiedy to Boca Juniors przegrało z zespołem Colónu 1:2. Miejsce w podstawowej jedenastce drużyny z Buenos Aires Ledesma wywalczył sobie w sezonie 2004/2005, kiedy to wystąpił w 25 meczach pierwszej ligi. Łącznie dla Boca Juniors argentyński pomocnik w rozgrywkach ligowych rozegrał 106 spotkań i zdobył osiem bramek. W 2005 zwyciężył w turniejach Recopa Sudamericana, Apertura oraz Copa Sudamericana, natomiast w 2006 triumfował w rozgrywkach Clausura, Copa Sudamericana oraz Copa Libertadores.
12 lipca 2008 Ledesma razem z ośmioma innymi zawodnikami podpisał kontrakt z włoską Catanią czyniąc tym samym sycylijski klub najbardziej aktywną drużyną na rynku transferowym obok US Palermo. W barwach "Rossazzurrich" Argentyńczyk po raz pierwszy wystąpił 31 sierpnia w wygranym 1:0 meczu Serie A przeciwko Genoi. W sezonie 2008/2009 rozegrał 24 mecze, w tym 22 w podstawowym składzie. Od kolejnych rozgrywek pełnił już w Catanii rolę rezerwowego.

## Kariera reprezentacyjna
W reprezentacji Argentyny Ledesma zadebiutował 18 kwietnia 2007 w zremisowanym 0:0 pojedynku z Chile.